# Hanuman
Hanumān (nominativ हनुमान्, osnova हनुमत्) je jedan od hinduističkih bogova koji se najčešće prikazuje u liku čovjeka s majmunskom glavom i vrlo je omiljen. 
Jedan je od glavnih likova u indijskom epu Rāmāyaṇa. Značajan je kao glavni pomoćnik glavnog junaka Rāme u njegovoj potrazi za Sītom. U samom epu, a to je koliko se danas zna i prvo pojavljivanje njegovo u književnosti, Hanumān se prvi put pojavljuje u drugom pjevanju četvrte knjige (Kiškindhakāṇḍa) Vālmīkijeve Rāmāyaṇe.